# Wessel Swanepoel
Pour les articles homonymes, voir Swanepoel.
Wessel Swanepoel, né en 1957, est un botaniste sud-africain.